# Malaisemyia ornatissima
Malaisemyia ornatissima is een tweevleugelige uit de familie Pediciidae. De soort komt voor in het Oriëntaals gebied.